# 254/40
I cannoni da 254/40 erano una famiglia di pezzi di artiglieria navale, sviluppata nel Regno d'Italia dalla Armstrong ed impiegata da diverse marine. Durante la prima guerra mondiale venne usato anche come artiglieria pesante d'assedio su affusto terrestre De Stefano, con la denominazione 254/40 D.S.

## Storia
Questi cannoni derivavano dai pezzi EOC 10 in Pattern R e P per corazzate pre-dreadnought ed incrociatori corazzati negli '90 dell'Ottocento ed erano realizzati dalla Armstrong Withworth negli stabilimenti meccanici di Pozzuoli per Italia, Argentina e Giappone.
I 254/40 costituivano l'armamento primario delle navi da battaglia della Regia Marina classe "Emanuele Filiberto", realizzate a partire dal 1893, ognuna con quattro cannoni in due torri binate corazzate.
Nello stesso anno iniziò la realizzazione della fortunata ed eccellente serie di incrociatori corazzati classe "Giuseppe Garibaldi". L'armamento, nonostante alcune differenze tra le varie unità e le varie marine, era incentrato sulle artiglierie di grosso calibro EOC 10 in Pattern R da 254/40 mm e EOC 8 in Pattern W. Le tre unità italiane erano armate con un cannone da 254/40 mm e due cannoni da EOC 8 in Pattern W da 203/45 mm.
Delle quattro unità della Armada de la República Argentina tre imbarcavano 2 cannoni da 254 mm in due torri singole mentre il "San Martín" imbarcava 4 cannoni da 203 mm in 2 torri binate. Delle unità giapponesi il "Kasuga" aveva lo stesso armamento del ARA "Garibaldi", mentre il "Nisshin" era armato come il “San Martín”. Il "Cristóbal Colón" avrebbe dovuto essere equipaggiato con 2 cannoni da 254 mm, ma per varie vicissitudini non vennero mai imbarcati.
Le unità italiane presero parte sia alla guerra italo-turca che alla prima guerra mondiale. Al momento dell'acquisto del "Kasuga" il 254/40 rappresentava l'arma più a lunga gittata dalla Marina imperiale giapponese ed ebbe un significativo ruolo durante la guerra russo-giapponese, in particolare nel bombardamento di Port Arthur e nella battaglia di Tsushima. Il 24 dicembre 1908 il EOC 10 in Pattern R giapponese venne ridesignato 10 in Type 41, poi il 5 ottobre 1917 fu riclassificato in base al sistema decimale come 25,4 cm Type 41.
In conseguenza delle clausole del trattato navale di Washington del 1922, che stabiliva il calibro massimo di 203 mm per l'armamento degli incrociatori, il calibro ed il pezzo da 254 risultarono troppo grandi per questa classe di navi, mentre erano troppo poco potenti per le corazzate e di conseguenza venne abbandonato.

## 254/40 D.S.

Un 254/40 D.S. su affusto "De Stefano" catturato dagli austriaci durante l'offensiva di primavera.

Il 254/40 D.S. (o 254 "R.M.", sigla che l'esercito posponeva a tutti i suoi pezzi di derivazione navale) era un cannone pesante d'assedio del Regio Esercito, realizzato incavalcando la bocca da fuoco da 254/40 su un affusto modello "De Stefano" (D.S.). Questo apparteneva ad una famiglia di affusti ruotati ideati per movimentare ed impiegare i cannoni navali da 203/45 Mod. 1897, 254B, 305/40 e 305/46 Mod. 1909 e quelli terrestri di grande calibro come i 305/17 e 210/8 D.S..
La versione da 254 mm era un affusto a cassa con sottoaffusto a lisce, su quattro ruote, con avantreno; in batteria esso scorreva su due lisce (rotaie) inclinate posteriormente verso l'alto, unite tra loro e fissate ad una piattaforma di travi tramite. Era un affusto rigido, quindi l'energia del rinculo veniva dissipata dal movimento retrogrado dell'affusto sulle lisce; essendo queste inclinate, il pezzo tornava poi in batteria per gravità..
Il traino si eseguiva su una sola vettura; l'assale dell'avantreno infatti era munito di ralla e, installate le rotaie a cingolo ideate dal maggiore Crispino Bonagente sulle 4 ruote, si eseguiva direttamente il traino con il trattore d'artiglieria Pavesi-Tolotti.